# Derde klasse 1935-36 (voetbal België)
Het seizoen 1935/36 was de tiende editie van de Belgische Derde Klasse. De competitie vond plaats tussen september 1935 en april 1936. De officiële naam destijds was Promotion (Bevordering of Promotie). De 56 deelnemende ploegen waren onderverdeeld in 4 reeksen van 14 ploegen. R. Union Hutoise FC, Olympic Club de Charleroi, R. Stade Louvaniste en SC Eendracht Aalst werden kampioen en promoveerden naar Eerste afdeling.

## Gedegradeerde teams
Deze teams waren gedegradeerd uit de Eerste Afdeling 1934-35 voor de start van het seizoen:
- KSV Blankenberghe (voorlaatste reeks A) degradeerde na 3 seizoenen in 2e nationale.
- RC Borgerhout (laatste reeks A) degradeerde na 4 seizoenen in 2e nationale.
- RFC Liégeois (voorlaatste reeks B) degradeerde na 35 seizoenen in 1e en 2e nationale. Het was de eerste keer dat een voormalig landskampioen naar 3e nationale zakte.
- Turnhoutsche SK HIH (laatste reeks B) degradeerde na 4 seizoenen in 2e nationale.

## Gepromoveerde teams
Volgende 12 teams waren gepromoveerd uit de regionale afdelingen voor de start van het seizoen. Vier clubs maakten hun debuut in de nationale reeksen.
- Ham FC
- Saint-Nicolas FC Liège[1]
- Netha FC Herentals[2]
- RC Péruwelz
- Temsche SK promoveerde na 1 seizoen terug naar 3e nationale.
- R. Fléron FC promoveerde na 1 seizoen terug naar 3e nationale.
- FC Binchois[3] promoveerde na 1 seizoen terug naar 3e nationale.
- SCUP Jette promoveerde na 1 seizoen terug naar 3e nationale.
- Excelsior Virton promoveerde na 2 seizoenen terug naar 3e nationale.
- FC Wilrijck promoveerde na 2 seizoenen terug naar 3e nationale.
- RCS Tongrois, het vroegere CS Tongrois, promoveerde na 2 seizoenen terug naar 3e nationale.
- RSC Méninois promoveerde na 6 seizoenen terug naar 3e nationale.

## Deelnemende teams
Deze ploegen speelden in het seizoen 1935-1936 in Bevordering. Bij elke ploeg wordt het stamnummer aangegeven. De nummers komen overeen met de plaats in de eindrangschikking.
AEC Mons werd koninklijk en veranderde zijn naam in RAEC Mons (Royal Albert Elisabeth Club de Mons).

### Reeks A
| Stam- nummer | Club                   | Plaats        |    |
| ------------ | ---------------------- | ------------- | -- |
| 76           | R. Union Hutoise FC    | Hoei          | 1  |
| 156          | SR Namur Sports        | Namen         | 2  |
| 143          | Jeunesse Arlonaise     | Aarlen        | 3  |
| 4            | RFC Liégeois           | Luik          | 4  |
| 33           | R. Fléron FC           | Fléron        | 5  |
| 23           | RFC Bressoux           | Luik          | 6  |
| 188          | RFC Malmundaria 1904   | Malmedy       | 7  |
| 14           | RSC Theux              | Theux         | 8  |
| 108          | La Jeunesse d'Eupen    | Eupen         | 9  |
| 667          | Saint-Nicolas FC Liège | Saint-Nicolas | 10 |
| 179          | Club Amay Sportif      | Amay          | 11 |
| 279          | RC Vottem              | Herstal       | 12 |
| 173          | WA Namur               | Namen         | 13 |
| 200          | Excelsior Virton       | Virton        | 14 |

| 1 2 3 4 5 6 7 8 9 10 11 12 13 14 Geografische verspreiding clubs |

### Reeks B
| Stam- nummer | Club                      | Plaats             |    |
| ------------ | ------------------------- | ------------------ | -- |
| 246          | Olympic Club de Charleroi | Charleroi          | 1  |
| 22           | R. Charleroi SC           | Charleroi          | 2  |
| 501          | Temsche SK                | Temse              | 3  |
| 415          | Nielsche AC               | Niel               | 4  |
| 139          | US de Gilly               | Charleroi          | 5  |
| 360          | AC Hemiksem               | Hemiksem           | 6  |
| 278          | CS Marchienne-Monceau     | Charleroi          | 7  |
| 665          | Sint-Rochus FC Deurne     | Deurne             | 8  |
| ??           | FC Binchois               | Binche             | 9  |
| 84           | RC Borgerhout             | Borgerhout         | 10 |
| 94           | CS Couillet               | Charleroi          | 11 |
| 956          | Schooten SK               | Schoten            | 12 |
| 149          | Ham FC                    | Jemeppe-sur-Sambre | 13 |
| 489          | FC Vlug en Vrij Bornhem   | Bornem             | 14 |

| 1 2 3 4 5 6 7 8 9 10 11 12 13 14 Geografische verspreiding clubs |

### Reeks C
| Stam- nummer | Club                    | Plaats    |    |
| ------------ | ----------------------- | --------- | -- |
| 18           | R. Stade Louvaniste     | Leuven    | 1  |
| 37           | R. Excelsior FC Hasselt | Hasselt   | 2  |
| 155          | FC Wilrijck             | Wilrijk   | 3  |
| 223          | SC Louvain              | Leuven    | 4  |
| 735          | Genk VV                 | Genk      | 5  |
| 210          | Turnhoutsche SK HIH     | Turnhout  | 6  |
| 49           | Vilvorde FC             | Vilvoorde | 7  |
| 408          | Netha FC Herentals      | Herentals | 8  |
| 97           | Herentalsche SK         | Herentals | 9  |
| 206          | Victoria FC Louvain     | Leuven    | 10 |
| 73           | RCS Tongrois            | Tongeren  | 11 |
| 1085         | Ternesse VV Wommelgem   | Wommelgem | 12 |
| 41           | HO Diest FC             | Diest     | 13 |
| 65           | Hasseltse VV            | Hasselt   | 14 |

| 1 2 3 4 5 6 7 8 9 10 11 12 13 14 Geografische verspreiding clubs |

### Reeks D
| Stam- nummer | Club                      | Plaats       |    |
| ------------ | ------------------------- | ------------ | -- |
| 90           | SC Eendracht Aalst        | Aalst        | 1  |
| 19           | R. Courtrai Sport         | Kortrijk     | 2  |
| 38           | RAS Renaisienne           | Ronse        | 3  |
| 474          | SCUP Jette                | Jette        | 4  |
| 44           | RAEC Mons                 | Bergen       | 5  |
| 146          | Daring Club Blankenberghe | Blankenberge | 6  |
| 36           | RRC Tournaisien           | Doornik      | 7  |
| 221          | Sint-Niklaassche SK       | Sint-Niklaas | 8  |
| 95           | RC Wetteren               | Wetteren     | 9  |
| 56           | RSC Méninois              | Menen        | 10 |
| 48           | KSV Blankenberghe         | Blankenberge | 11 |
| 136          | Union Jemappienne         | Jemappes     | 12 |
| 161          | Stade Kortrijk            | Kortrijk     | 13 |
| 216          | RC Péruwelz               | Péruwelz     | 14 |

| 1 2 3 4 5 6 7 8 9 10 11 12 13 14 Geografische verspreiding clubs |

## Eindstanden
| Legende                                  |
| ---------------------------------------- |
| Kampioen + promotie naar Eerste Afdeling |
| Degradatie naar Provinciale reeksen      |

### Bevordering A
|   |    |                        | P  | W  | G | V  | +  | -   | DS  | Ptn |
| - | -- | ---------------------- | -- | -- | - | -- | -- | --- | --- | --- |
| K | 1  | R. Union Hutoise FC    | 26 | 17 | 4 | 5  | 68 | 40  | 28  | 38  |
|   | 2  | SR Namur Sports        | 26 | 18 | 2 | 6  | 83 | 48  | 35  | 38  |
|   | 3  | Jeunesse Arlonaise     | 26 | 17 | 3 | 6  | 88 | 40  | 48  | 37  |
|   | 4  | RFC Liégeois           | 26 | 14 | 7 | 5  | 63 | 42  | 21  | 35  |
|   | 5  | R. Fléron FC           | 26 | 15 | 5 | 6  | 75 | 42  | 33  | 35  |
|   | 6  | RFC Bressoux           | 26 | 14 | 4 | 8  | 80 | 47  | 33  | 32  |
|   | 7  | RFC Malmundaria 1904   | 26 | 13 | 2 | 11 | 82 | 70  | 12  | 28  |
|   | 8  | RSC Theux              | 26 | 10 | 3 | 13 | 49 | 79  | −30 | 23  |
|   | 9  | La Jeunesse d'Eupen    | 26 | 8  | 5 | 13 | 52 | 56  | −4  | 21  |
|   | 10 | Saint-Nicolas FC Liège | 26 | 8  | 5 | 13 | 59 | 74  | −15 | 21  |
|   | 11 | Club Amay Sportif      | 26 | 10 | 1 | 15 | 52 | 70  | −18 | 21  |
| D | 12 | RC Vottem              | 26 | 10 | 1 | 15 | 68 | 90  | −22 | 21  |
| D | 13 | WA Namur               | 26 | 4  | 4 | 18 | 41 | 83  | −42 | 12  |
| D | 14 | Excelsior Virton       | 26 | 1  | 0 | 25 | 36 | 115 | −79 | 2   |

P: wedstrijden gespeeld, W: wedstrijden gewonnen, G: gelijke spelen, V: wedstrijden verloren, +: gescoorde doelpunten, -: doelpunten tegen, DS: doelsaldo, Ptn: totaal punten
 K: kampioen en promotie, D: degradatie
Opmerkingen
- R. Union Hutoise FC werd kampioen omdat het één verlieswedstrijd minder telde dan SR Namur Sports.
- RC Vottem en Club Amay Sportif eindigden gelijk op de laatste degradatieplaats. RC Vottem degradeerde. Gegevens over een eventuele testwedstrijd zijn niet gekend.

### Bevordering B
|   |    |                           | P  | W  | G | V  | +   | -   | DS  | Ptn |
| - | -- | ------------------------- | -- | -- | - | -- | --- | --- | --- | --- |
| K | 1  | Olympic Club de Charleroi | 26 | 24 | 0 | 2  | 114 | 16  | 98  | 48  |
|   | 2  | R. Charleroi SC           | 26 | 24 | 0 | 2  | 103 | 31  | 72  | 48  |
|   | 3  | Temsche SK                | 26 | 16 | 2 | 8  | 79  | 57  | 22  | 34  |
|   | 4  | Nielsche AC               | 26 | 14 | 3 | 9  | 57  | 41  | 16  | 31  |
|   | 5  | US de Gilly               | 26 | 12 | 5 | 9  | 71  | 71  | 0   | 29  |
|   | 6  | AC Hemiksem               | 26 | 11 | 4 | 11 | 48  | 51  | −3  | 26  |
|   | 7  | CS Marchienne-Monceau     | 26 | 11 | 2 | 13 | 58  | 56  | 2   | 24  |
|   | 8  | Sint-Rochus FC Deurne     | 26 | 9  | 4 | 13 | 56  | 74  | −18 | 22  |
|   | 9  | FC Binchois               | 26 | 9  | 4 | 13 | 43  | 58  | −15 | 22  |
|   | 10 | RC Borgerhout             | 26 | 8  | 5 | 13 | 36  | 46  | −10 | 21  |
|   | 11 | CS Couillet               | 26 | 7  | 5 | 14 | 39  | 51  | −12 | 19  |
| D | 12 | Schooten SK               | 26 | 6  | 6 | 14 | 41  | 66  | −25 | 18  |
| D | 13 | Ham FC                    | 26 | 4  | 7 | 15 | 36  | 101 | −65 | 15  |
| D | 14 | FC Vlug en Vrij Bornhem   | 26 | 2  | 3 | 21 | 33  | 95  | −62 | 7   |

P: wedstrijden gespeeld, W: wedstrijden gewonnen, G: gelijke spelen, V: wedstrijden verloren, +: gescoorde doelpunten, -: doelpunten tegen, DS: doelsaldo, Ptn: totaal punten
 K: kampioen en promotie, D: degradatie
Testwedstrijd voor het kampioenschap
Stadsgenoten Olympic Club de Charleroi en R. Charleroi SC eindigden gelijk op de eerste plaats. Na een testwedstrijd kroonde Olympic Club de Charleroi zich tot kampioen.
| Datum      | Wedstrijd       | Wedstrijd | Wedstrijd                 | Uitslag | Opmerking                          |
| ---------- | --------------- | --------- | ------------------------- | ------- | ---------------------------------- |
| xx.xx.1936 | R. Charleroi SC | -         | Olympic Club de Charleroi | 1 - 2   | Olympic Club de Charleroi kampioen |

### Bevordering C
|   |    |                         | P  | W  | G | V  | +  | -  | DS  | Ptn |
| - | -- | ----------------------- | -- | -- | - | -- | -- | -- | --- | --- |
| K | 1  | R. Stade Louvaniste     | 26 | 17 | 4 | 5  | 77 | 40 | 37  | 38  |
|   | 2  | R. Excelsior FC Hasselt | 26 | 15 | 5 | 6  | 82 | 49 | 33  | 35  |
|   | 3  | FC Wilrijck             | 26 | 15 | 1 | 10 | 77 | 63 | 14  | 31  |
|   | 4  | SC Louvain              | 26 | 13 | 4 | 9  | 58 | 46 | 12  | 30  |
|   | 5  | Genk VV                 | 26 | 14 | 2 | 10 | 52 | 44 | 8   | 30  |
|   | 6  | Turnhoutsche SK HIH     | 26 | 12 | 4 | 10 | 62 | 70 | −8  | 28  |
|   | 7  | Vilvorde FC             | 26 | 11 | 5 | 10 | 68 | 52 | 16  | 27  |
|   | 8  | Netha FC Herentals      | 26 | 11 | 4 | 11 | 51 | 49 | 2   | 26  |
|   | 9  | Herentalsche SK         | 26 | 9  | 7 | 10 | 55 | 55 | 0   | 25  |
|   | 10 | Victoria FC Louvain     | 26 | 9  | 7 | 10 | 49 | 52 | −3  | 25  |
|   | 11 | RCS Tongrois            | 26 | 10 | 3 | 13 | 63 | 66 | −3  | 23  |
| D | 12 | Ternesse VV Wommelgem   | 26 | 5  | 8 | 13 | 35 | 70 | −35 | 18  |
| D | 13 | HO Diest FC             | 26 | 4  | 6 | 16 | 31 | 65 | −34 | 14  |
| D | 14 | Hasseltse VV            | 26 | 5  | 4 | 17 | 50 | 89 | −39 | 14  |

P: wedstrijden gespeeld, W: wedstrijden gewonnen, G: gelijke spelen, V: wedstrijden verloren, +: gescoorde doelpunten, -: doelpunten tegen, DS: doelsaldo, Ptn: totaal punten
 K: kampioen en promotie, D: degradatie

### Bevordering D
|   |    |                           | P  | W  | G | V  | +  | -   | DS  | Ptn |
| - | -- | ------------------------- | -- | -- | - | -- | -- | --- | --- | --- |
| K | 1  | SC Eendracht Aalst        | 26 | 16 | 6 | 4  | 71 | 27  | 44  | 38  |
|   | 2  | R. Courtrai Sport         | 26 | 14 | 5 | 7  | 81 | 47  | 34  | 33  |
|   | 3  | RAS Renaisienne           | 26 | 13 | 5 | 8  | 74 | 48  | 26  | 31  |
|   | 4  | SCUP Jette                | 26 | 14 | 3 | 9  | 86 | 59  | 27  | 31  |
|   | 5  | RAEC Mons                 | 26 | 14 | 3 | 9  | 80 | 63  | 17  | 31  |
|   | 6  | Daring Club Blankenberghe | 26 | 12 | 5 | 9  | 68 | 59  | 9   | 29  |
|   | 7  | RRC Tournaisien           | 26 | 11 | 6 | 9  | 67 | 59  | 8   | 28  |
|   | 8  | Sint-Niklaassche SK       | 26 | 10 | 6 | 10 | 77 | 67  | 10  | 26  |
|   | 9  | RC Wetteren               | 26 | 8  | 9 | 9  | 52 | 61  | −9  | 25  |
|   | 10 | RSC Méninois              | 26 | 11 | 3 | 12 | 57 | 59  | −2  | 25  |
|   | 11 | KSV Blankenberghe         | 26 | 10 | 4 | 12 | 57 | 60  | −3  | 24  |
| D | 12 | Union Jemappienne         | 26 | 9  | 4 | 13 | 52 | 89  | −37 | 22  |
| D | 13 | Stade Kortrijk            | 26 | 8  | 2 | 16 | 57 | 85  | −28 | 18  |
| D | 14 | RC Péruwelz               | 26 | 0  | 3 | 23 | 26 | 122 | −96 | 3   |

P: wedstrijden gespeeld, W: wedstrijden gewonnen, G: gelijke spelen, V: wedstrijden verloren, +: gescoorde doelpunten, -: doelpunten tegen, DS: doelsaldo, Ptn: totaal punten
 K: kampioen en promotie, D: degradatie

## Promoverende teams
De vier kampioen promoveerden naar Eerste Afdeling 1935-36 op het eind van het seizoen:
- R. Union Hutoise FC (kampioen reeks A) promoveerde na 2 seizoenen terug naar 2e nationale.
- Olympic Club de Charleroi (kampioen reeks B) promoveerde voor het eerst naar 2e nationale.
- R. Stade Louvaniste (kampioen reeks C) promoveerde na 2 seizoenen terug naar 2e nationale.
- SC Eendracht Aalst (kampioen reeks D) promoveerde voor het eerst naar 2e nationale.

## Degraderende teams
De laatste drie ploegen van elke reeks degradeerden naar de regionale afdelingen op het eind van het seizoen:
- RC Vottem (12e reeks A) degradeerde na 5 seizoenen in 3e nationale.
- WA Namur (13e reeks A) degradeerde na 6 seizoenen in 2e en 3e nationale.
- Excelsior Virton (14e reeks A) degradeerde na 1 seizoen in 3e nationale.
- Schooten SK (12e reeks B) degradeerde na 2 seizoenen in 3e nationale.
- Ham FC (13e reeks B) degradeerde na 1 seizoen in 3e nationale.
- FC Vlug en Vrij Bornhem (14e reeks B) degradeerde na 2 seizoenen in 2e en 3e nationale.
- Ternesse VV Wommelgem (12e reeks C) degradeerde na 3 seizoenen in 3e nationale.
- HO Diest FC (13e reeks C) degradeerde na 5 seizoenen in 3e nationale.
- Hasseltse VV (14e reeks C) degradeerde na 5 seizoenen in 3e nationale.
- Union Jemappienne (12e reeks D) degradeerde na 7 seizoenen in 3e nationale.
- Stade Kortrijk (13e reeks D) degradeerde na 5 seizoenen in 3e nationale.
- RC Péruwelz (14e reeks D) degradeerde na 1 seizoen in 3e nationale.